# Haleyville
Haleyville è un comune degli Stati Uniti d'America situato nelle contee di Winston, Marion dello Stato dell'Alabama.